# 77–78 Pall Mall

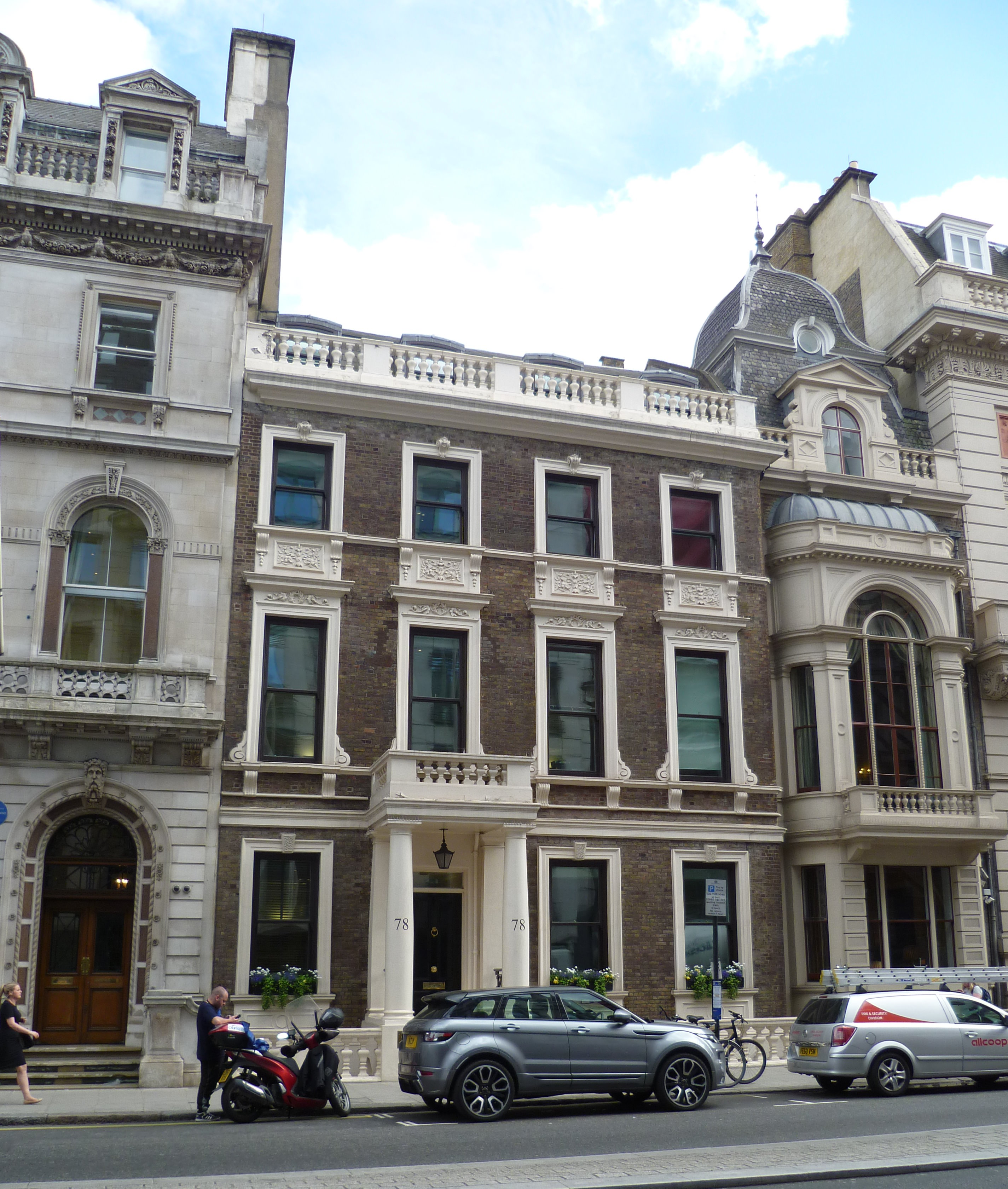
78 Pall Mall, Londres

77–78 Pall Mall é um edifício listado de grau II em Pall Mall, em Londres. Actualmente é usado como um centro de negócios.